# Літківське Євангеліє
Літківське Єва́нгеліє (Літківське Чотириєвангеліє) — рукописна пам'ятка староукраїнської мови та мистецтва кінця 16 століття. Одне з чотирьох відомих волинських рукописних Євангелій XVI століття (три інші — Пересопницьке, Волинське та Хорошівське), повністю або частково написаних староукраїнською мовою.

## Історія
Створене близько 1595 року — ймовірно, в Луцьку. Обсяг — 255 аркушів. Мова — церковнослов'янська та частково староукраїнська (уривок Євангелія від Луки). Даний фрагмент, ймовірно, має найраніше походження, він схожий з Пересопницьким Євангелієм середини XVI століття, Євангелієм 1570 року, Волинським Євангелієм 1571 року, а також із сербським Євангелієм середини XVI століття. Каліграфічний український півустав рукопису подібний до того, яким писане Віленське Євангеліє 1594 року, створене віленським райцею Яковом Івановичем. Пам'ятка містить список передмови Феофілакта Болгарського, єпископа Охридського, має художньо оформлені заставки, на її срібному окладі XVII століття зображено чотирьох євангелістів.
Уведена до наукового обігу Олександром Грузинським, він же виявив її у серпні 1909 року в бібліотеці настоятеля Свято-Микільського храму в містечку Літки (звідси й умовна назва пам'ятки) Остерського повіту Чернігівської губернії (нині село Броварського району Київської області) отця Якова (Олександровського).
Дослідження текстів пам'ятки дають підстави стверджувати, що вона була створена 1595–1600 на Волині, її укладач і переписувач, однак, залишаються невідомими. Пізніше пам'ятка, очевидно, належала ченцям православного Хрестовоздвиженського монастиря в Луцьку — ієромонаху Митрофану (Дементієвичу; був ігуменом з 1626 року) та архімандриту Тарасію (Черніховському; п. 1652 року), які доповнили її стислим монастирським пам'яником. Тоді ж до неї додали й 5 гравюр 1624—44 двох майстрів (один з них — Ілля) з Києво-Печерської лаври. По смерті ченців пам'ятка зберігалася в Луцькому Хрестовоздвиженському монастирі. Потім, можливо в роки Руїни, її перевезли на Сіверщину.
У 1912 році досліджувалося науковцями. Після зруйнування церкви в Літках у 1930-х роках місцезнаходження пам'ятки невідоме.
О. С. Грузинський так описує своє знайомство з рукописним Євангелієм у настоятеля Свято-Миколаївської церкви в селі Літки. Насправді, Свято-Покровської, бо Свято-Миколаївська, дерев'яна, згоріла в 1857 р. На її місці побудували нову, з цегли, і назвали Свято-Покровською. За зміною назви проглядається велике бажання Московського патріархату стерти з пам'яті стару назву церкви, навколо якої об'єднувалося літківське міщанське і ремісниче життя, де панував український дух незалежності.
На першому аркуші цього рукопису був напис — «Черниговской епархии Остёрского уезда местечко Летки. Николаевской церкви настоятель Протоиерей Іаков Калинников Олександровський. 1908 серпень.» Це була сімейна реліквія. Але ні рукопис, ні сам власник не могли надати якусь інформацію про те, як Євангеліє попало на Лівий берег Дніпра. Походження цього рукопису і його зміст надзвичайно загадкові. Оправа Євангеліє збереглась добре. Дубові дошки обтягнуті старовинною шовковою тканиною бузкового кольору. На передній дошці по кутках закріплені невеликі вишукані прикраси у вигляді тонких пластинок із срібла з позолотою з зображенням євангелістів. Деякі з цих образів, особливо євангелістів Іоанна та Матвія, надзвичайно витончені. Посередині передньої дошки була ще одна пластина із зображенням розп'яття, яка не збереглась. Задня дошка обтягнута такою ж шовковою тканиною. Тут також збереглись чотири пластини — одна в середині і три по кутках, але без всяких зображень і описів.
Щодо подальшої долі Літківського Євангелія є кілька версій. Одна з них, що воно було сховане від більшовиків. Інші виникають після знайомства з історією сім'ї власника Євангеліє. У настоятеля церкви Якова Олександровського були три сини і дочка. Син Олександр, офіцер денікінської армії, загинув в 1920 р. Другий син Василь, учитель, працював в Москві. Дочка Віра була одружена з богословом М. М. Любичем. Третій син Олексій в 1896 р. закінчив навчання в Чернігівській духовній семінарії і працював учителем богослов'я в Літківській школі. З 1903 р. працював священиком в с. Заудейки Ніжинського району Чернігівської області. За життя Якова Олександровського в Літках була побудована ще одна церква Ново-Слов'янська. Яков Каленикович Олександровський помер в 1910 р. і похований на цвинтарі біля цієї церкви.
Після смерті батька в 1913 р. в Літки повертається його син Олексій і стає священиком Ново-Слов'янської церкви. Треба думати, що Літківське Євангеліє, як сімейна реліквія, перейшло до нього. Сім'я Олексія та Віри Олександровських — син Володимир та дві дочки — Надія і Людмила. Володимир жив з батьками а дочки в Москві. В жовтні 1937 р. Олексія Олександровського арештовують за звинуваченням у допомозі в організації Літківського повстання в 1920 р. та проведенні антирадянської агітації. При обшуку вилучають речові докази, серед яких чотири книги. Назви книг в протоколі не наведені. Не виключено, що одна з них — Євангеліє. Арештованого супроводжують до Броварського РВ НКВС, а потім до Київської тюрми. До Києва його етапують тільки з паспортом. Книги залишились в Броварах і доля їх невідома. Трійка УН КВС 17.11.1937 р. винесла вирок — стратити з конфіскацією майна. Вирок виконано 25.11.1937 р., поховано в Биковнянському лісі. Син Володимир залишився сам, мати померла раніше, без житла та статків. Виїхав до родичів в Москву і можливо з Євангелієм. Після війни надсилав звістки своїм товаришам до Літок. Подальша доля Володимира, його сестер і дядька Василя Яковича невідома. Олексій Якович Олександровський реабілітований в 1989 р.